# Ораторія
Ораторія (італ. Oratorio від лат. oro — говорю, багато розмовляю) — великий концертний твір на певний сюжет (для солістів, хору і симфонічного оркестру). Ораторія виникла в XVII столітті майже одночасно з кантатою і оперою, має певну схожість з ними, відрізняючись від кантати розгорнутим сюжетом і більшими розмірами, а від опери — переважанням оповідальності над драматургією, а також відсутністю сценічної дії та художнього оформлення (хоча бувають винятки).
Класичні зразки ораторій на античні та біблійні сюжети створив Ґеорґ Фрідріх Гендель («Самсон», «Геракл», «Месія», «Юда Маккавей»). Видатними авторами ораторій були: Алессандро Страделла, Алессандро Скарлатті, Дітріх Букстехуде, Георг Філіпп Телеман, Людвіг ван Бетховен, Вольфганг Амадей Моцарт, Жан-Батіст Люллі та ін. В XIX ст. ораторія втрачає своє значення, набуваючи ліричних рис (Фелікс Мендельсон, Ференц Ліст, Роберт Шуман та ін.), а в XX столітті зближується з оперою (Антон Рубінштейн, Ігор Стравінський, Артур Онеґґер, Карл Орф, Кшиштоф Пендерецький, Сергій Прокоф'єв, Георгій Свиридов, Юрій Шапорін, Дмитро Шостакович, Олександр Білаш, Андрій Штогаренко, Родіон Щедрін та інші).

## Історія виникнення
Витоки ораторії як музичного жанру сягають середньовіччя та стосуються літургійних драм, метою яких було наблизити зміст літургії (що проводилась латинською) до свідомості пересічних парафіян. Згодом, під кінець XV століття, літургічні драми почали зникати в зв'язку із загальним зниженням впливу й популярності церкви.
Згодом, в час Реформації, традиції музично-театральних дійств духовного змісту починають відроджуватись. Близько 1551 року в Римі при монастирі Сан-Джироламо розпочали проводити «молитовні зустрічі» (італ. congregazione dell'Oratorio), з метою популяризації католицизму за межами храму. Такі зібрання відбувалися в спеціальних приміщеннях при церкві, що мали назву ораторій, й були призначеними для читання й інтерпретування Біблії та бесід духовного змісту. В таких «ораторіях» ставили різні сцени біблійного сюжету, які були розділені проповіддю на дві частини. Ці сцени також супроводжувались музикою — хорово-вокальними композиціями під назвою лауди, подібними до мадригалів. Спершу їх писав Джованні Анімучча, згодом — Джованні П'єрлуїджі да Палестріна. З часом ці сценки переросли в особливі алегоричні драми, де героями могли виступати також абстрактні поняття (насолода, час тощо). Згодом назва місця, де вони проходили — ораторія — стала асоціюватись із самим дійством.
Перша ораторія «Вистава про душу й тіло» Еміліо де Кавальєрі 1600 року була морально-алегоричною драмою (включала таких героїв як «світло», «людське життя», «тіло», «задоволення», «розум») та ще зберігала зв'язок із сценічними ефектами (костюми, декорації, танці), що згодом перестало бути характерним для цього жанру.
До середини XVII століття в Італії з'являються два види ораторій: «вульгарна» (італ. oratorio vulgare) та «латинська» (італ. oratorio latino). Для першої категорії були характерними довільні тексти італійських поетів, а для другої — тексти латинські біблійного походження. Зразками першого типу можна назвати ораторію «Данієль» Джакомо Каріссімі, «Томазо» Марко Мараццолі та «Йоан Хреститель» Алессандро Страделли, другого — більшість ораторій Джакомо Каріссімі (зокрема «Ієвфай», «Суд Соломона», «Валтасар», «Іона»). Каріссімі був першим, хто присвятив значну частину своєї творчості саме ораторії, а також першим, хто позбавив ораторію активної сценічної дії на користь розповідній концепції жанру.
Хоча ораторія виникла в Італії, тут її швидко витіснила опера, і свого розквіту вона набула завдяки іншим національним культурам, зокрема німецькій. Творцем класичної ораторії вважають Ґеорґа Фрідріха Генделя.